# NKX6-2
NKX6-2‏ (NK6 homeobox 2) هوَ بروتين يُشَفر بواسطة جين NKX6-2 في الإنسان.